# Pułanki (województwo podkarpackie)
Pułanki – wieś w Polsce położona w województwie podkarpackim, w powiecie strzyżowskim, w gminie Frysztak.
| SIMC    | Nazwa    | Rodzaj    |
| ------- | -------- | --------- |
| 0649717 | Kopalina | część wsi |
| 0649723 | Podlesie | część wsi |
| 0649730 | Przyrwy  | część wsi |
| 0649746 | Zagórze  | część wsi |

W latach 1975–1998 miejscowość administracyjnie należała do województwa rzeszowskiego.
Wierni kościoła rzymskokatolickiego należą do parafii Narodzenia Najświętszej Maryi Panny we Frysztaku.